# Nallampatti
Nallampatti es una ciudad y nagar Panchayat situada en el distrito de Erode en el estado de Tamil Nadu (India). Su población es de 3874 habitantes (2011).

## Demografía
Según el censo de 2011 la población de Nallampatti era de 3874 habitantes, de los cuales 1929 eran hombres y 1945 eran mujeres. Nallampatti tiene una tasa media de alfabetización del 64,11%, inferior a la media estatal del 80,09%: la alfabetización masculina es del 74,19%, y la alfabetización femenina del 54,27%.